# Bronson
För andra betydelser, se Bronson (olika betydelser).
Bronson är en film från 2009 och Tom Hardys genombrottsroll. 

## Handling
Bronson är den sanna historien om Michael Gordon Peterson som hela sitt liv drömmer om att bli kändis och till sist rånar ett postkontor med ett oladdat gevär och får sju års fängelse men hans vana att hamna i slagsmål med fångvaktare leder till att han tillbringar 34 år i fängelse och gör sig känd som Charles Bronson: Storbritanniens våldsammaste fånge.

## Rollista
- Tom Hardy - Micheal Peterson / Charles Bronson
- Matt King - Paul Daniels
- Juliet Oldfield - Alison
- Kelly Adams - Irene
- Hugh Ross - Onkel Jack
- Jonny Phillips - Fängelsechef
- Joe Tucker - John
- Amanda Burton - Charlies Mamma
- Andrew Forbes - Charlies Pappa
- James Lance - Phil
- Katy Barker - Julie
- Jon House - Webber
- Sam Cullingworth - Fångvaktare
- Luing Andrews - Mental Patient
- Gordon Brown - Fånge[2]

## Musik
Filmen använder sig av flera klassiska musikstycken och "It's a Sin" av Pet Shop Boys.

## Charles Bronsons reaktion
Bronson var från början skeptisk till att Tom Hardy skulle spela honom men ändrade åsikt när de två mötes och blev imponerad när Hardy senare lyckats träna upp sin fysik till Bronsons nivå. Bronson var mycket positivt inställd till filmen men kritiserade filmen för att han tyckte den antydde att det skulle finnas friktion mellan honom och hans far. Däremot försvarade han andra aspekter av filmen som hur hans farbror framställdes.